# 622 Esther
Esther (asteróide 622) é um asteróide da cintura principal, a 1,83258499 UA. Possui uma excentricidade de 0,24156635 e um período orbital de 1 371,88 dias (3,76 anos).
Esther tem uma velocidade orbital média de 19,16105768 km/s e uma inclinação de 8,64149753º.
Esse asteróide foi descoberto em 13 de Novembro de 1906 por Joel Metcalf.